# Herbert Strabel
Herbert Strabel (14 de outubro de 1927 – 21 de outubro de 2017) foi um diretor de arte estadunidense. Venceu o Oscar de melhor direção de arte na edição de 1973 por Cabaret, ao lado de Rolf Zehetbauer e Hans Jurgen Kiebach.